# Saga o Egilu

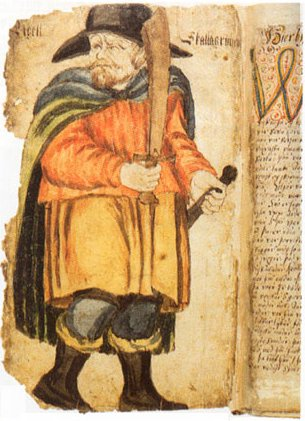
Egill Skallagrímsson w XVII-wiecznym manuskrypcie Sagi o Egilu

Saga o Egilu (isl. Egils saga) – spisana na początku XII wieku saga, która opiewa życie najsłynniejszego skalda skandynawskiego Egilla Skallagrímssona, wikinga pochodzącego ze szlachetnego rodu, który przeniósł się z Norwegii do Islandii. Egill był wnukiem Ulfa Kweldulfa i synem Skalla-Grimie. W sagę zostały wplecione poematy Egilla Wykupienie głowy, Pieśń o Arinbjörnie i Utrata synów. Za najbardziej prawdopodobnego autora sagi uważany jest  Snorri Sturluson.